# Völkermarkter Radweg
Der Völkermarkter  Radweg R6 verläuft von Klagenfurt nach Völkermarkt in Kärnten, Österreich.

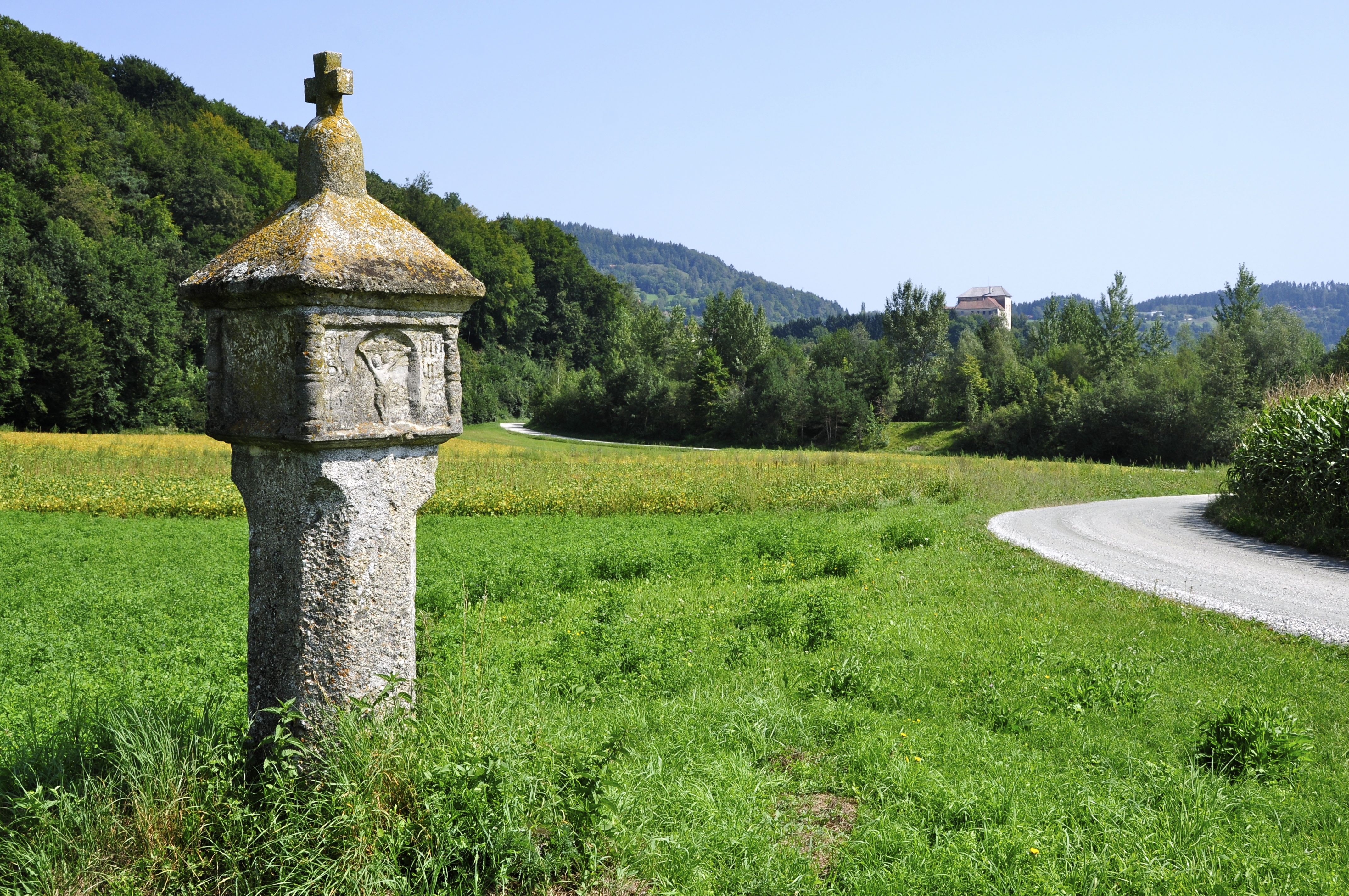
Völkermarkter Radweg bei Rakollach

## Streckenverlauf
Der Radweg beginnt am Neuen Platz in Klagenfurt. Dieser Startpunkt ist auch über die Variante R4B des Wörthersee Radwegs erreichbar. Der Völkermarkter Radweg führt vom Klagenfurter Zentrum zum Südring, folgt der Koralmbahn und zweigt dann nach Norden nach Pubersdorf ab. Über Poggersdorf, Leibsdorf und das Tainacherfeld kommt man schließlich bei Rakollach zum Völkermarkter Stausee, wo der Radweg bei Neudenstein auf den Drauradweg trifft.

### Gemeinden
Der Radweg verläuft durch die Gemeinden Klagenfurt, Ebenthal in Kärnten, Poggersdorf, Grafenstein und Völkermarkt.

### Sehenswürdigkeiten
Von Drauhofen sind es fünf Kilometer zum Klopeiner See.

## Anbindung an den Öffentlichen Verkehr
Der Startpunkt Klagenfurt ist von Salzburg und Wien regelmäßig von Zügen mit Fahrradmitnahme erreichbar. Von Völkermarkt verkehren Busse, die Fahrräder mitnehmen, nach Launsdorf-Hochosterwitz, Von dort gibt es eine Schnellbahnverbindung nach Sankt Veit, wo Fernzüge nach Klagenfurt und Wien halten.